# Motor
Motor de quatro cilindros em linha.
Um motor é um dispositivo que converte outras formas de energia em energia mecânica.  Ele pode funcionar com diferentes tipos de energia, como elétrica, térmica, química ou hidráulica,  é utilizado em uma ampla gama de aplicações, desde veículos e máquinas industriais até eletrodomésticos.
Desde os primórdios, a humanidade utiliza fontes motoras para realizar trabalho. Os primeiros motores utilizavam força humana, tração animal, correntes de água, vento ou vapor.

## Tração animal
Por muitos séculos, a tração animal foi a única fonte de força utilizada para realizar trabalho (o próprio homem, gado, cavalo, camelo, cães, entre outros).
A força humana foi utilizada pelas primeiras máquinas simples criadas pelo homem, tais como alavancas, esteiras, cordas e/ou polias. A partir destes dispositivos, surgiram os primeiros guindastes e moinhos utilizados nas produções rurais. A tração animal foi muito utilizada em engenhos e em veículos para o transporte de cargas mais pesadas. Cavalos e bois são os animais mais comuns neste método.
Com o desenvolvimento das sociedades, tornou-se imperiosa a busca por novas fontes de energia mecânica.

## Turbinas

### Hidráulicas

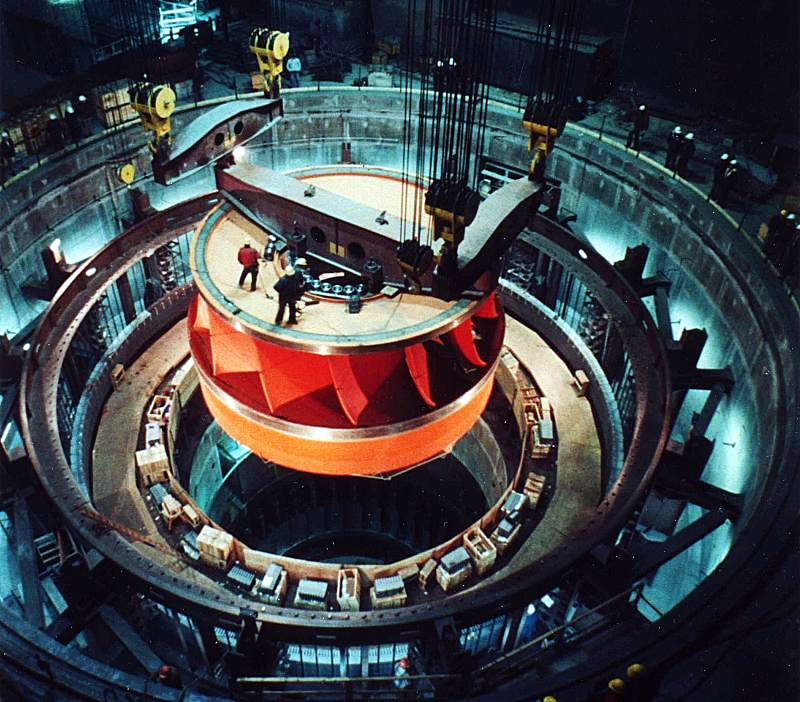
Turbina hidráulica Francis na represa de Grand Coulee, Estados Unidos.

A água é amplamente usada como fonte de energia em máquinas chamadas turbinas hidráulicas. Os antigos moinhos de água já utilizavam o potencial de reservatórios e a cinética de correntezas para impelir força a engenhos e bombas de água. Com o surgimento da tecnologia de geração de energia elétrica, as turbinas hidráulicas receberam um novo papel fundamental, propelindo geradores elétricos. Existem basicamente quatro concepções de turbinas hidráulicas: Pelton, Francis, Kaplan e bulbo.

### Eólicas
Historicamente, houve grande transformação cultural e econômica à medida em que povos passaram a dominar tecnologias de uso da energia eólica, ou vento, como fonte de energia. Em diferentes momentos, a invenção da vela propiciou um grande avanço nos transportes; e os moinhos de vento, significativas transformações em processos de manufatura. No século XX, com a expansão do uso da energia elétrica e a busca por fontes de energia renovável, as turbinas eólicas receberam nova utilidade.

### Turbinas a vapor

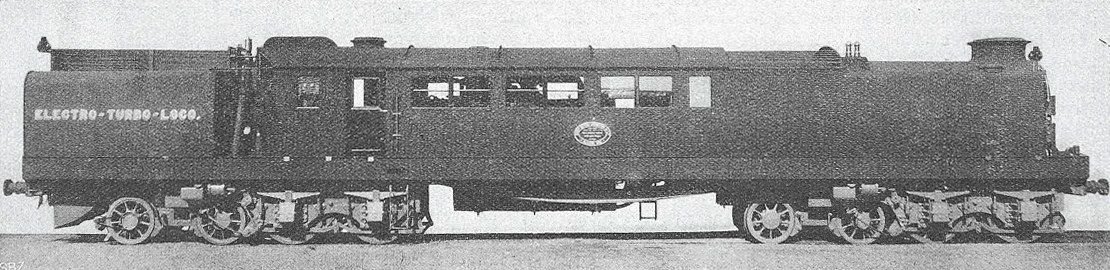
Locomotiva com turbina a vapor.

As turbinas a vapor são equipamentos que convertem a energia térmica resultante da queima do combustível (tendo sido muito utilizado o carvão mineral/vegetal) em energia mecânica, sendo um equipamento que apresenta boa eficiência quando projetado para tal. Esta energia mecânica pode ser utilizada para gerar movimento em máquinas e equipamentos. Quando uma turbina a vapor é acoplada a um gerador elétrico, por exemplo, converte-se energia mecânica em energia elétrica. Outro exemplo é o acoplamento da turbina a uma bomba hidráulica, permitindo o movimento de água de um reservatório a outro.

### Turbinas a gás
As turbinas a gás são recentes comparadas às máquinas movidas por correntes naturais de água ou ar. A tecnologia das turbinas a gás está associada a sistemas de combustão e materiais especialmente desenvolvidos. Esta tecnologia só se tornou viável com os avanços tecnológicos ocorridos na época da segunda guerra mundial.
O emprego de turbinas a gás varia principalmente entre a propulsão naval, geração de energia elétrica e propulsão de aeronaves. Neste último caso, das turbinas aeronáuticas, trata-se de um tipo de motor a jato, já que são máquinas que aceleram um fluido a altas velocidades para gerar propulsão.

## Máquina a vapor
Na Idade Moderna, um novo salto tecnológico impulsionou a revolução industrial. O advento da máquina a vapor utilizada primeiramente em minas para bombeamento de água; e posteriormente no transporte, marcou definitivamente o modo de vida e delineou a sociedade moderna. Esse primitivo processo, aplicado primeiramente em motores a pistão, o vapor de água em ebulição era retido numa caldeira até adquirir uma pressão superior à atmosférica; e a seguir, transferido para uma câmara de distribuição na cabeça dos motores, para ser injetado nos cilindros, gerando assim uma reação suficiente para mover a árvore de manivelas e produzir movimentos. Com o tempo, o motor a vapor de pistões foi substituído pela turbina a vapor mais rápida.
|                     |                |                |                   |                   |
| Locomotiva a vapor. | Barco a vapor. | Carro a vapor. | Caminhão a vapor. | Aeronave a vapor. |

## Motor de combustão interna
A invenção do motor de combustão marca o maior avanço no setor de transportes. Existem muitos tipos de motor de combustão que utilizam combustíveis diversos, líquidos ou gasosos, que operam sob diferentes ciclos termodinâmicos e possuem diferentes mecanismos de funcionamento.

### História

Um motor de quatro tempos é um motor de combustão interna, uma máquina térmica que transforma energia térmica em energia mecânica.

A teoria fundamental do motor de dois tempos foi estabelecida por Nicolas Léonard Sadi Carnot em 1824, na França, enquanto a patente pelo primeiro motor à combustão interna foi desenvolvida por Samuel Morey em 1826, nos Estados Unidos.
Em 1867, Nicolaus Otto desenvolveu o primeiro motor atmosférico. Logo após, unindo esforços com Gottlieb Daimler e Wilhelm Maybach, desenvolveram o primeiro motor quatro tempos. Em 1896, Karl Benz patenteara o primeiro motor boxer, atualmente utilizado nos veículos Porsche e Subaru, com cilindros opostos horizontalmente.
O engenheiro alemão Rudolf Diesel patenteou um motor à combustão de elevada eficiência, demonstrando-o em 1900. Era um motor movido a óleo de amendoim, cuja tecnologia leva seu nome até hoje: o motor diesel.
Os motores à combustão interna foram convencionados a serem utilizados em automóveis devido as suas ótimas características, como a flexibilidade para rodar em diversas velocidades; potência satisfatória para propulsão de diversos tipos de veículos; e possibilidade de custos reduzidos para produção em massa.
Na primeira metade do século XX, como forma de elevar a potência e a performance dos veículos, houve muitos aprimoramentos em relação ao desenho, número e disposição dos cilindros. Logo surgiram motores de quatro a 12 cilindros (ou até mais), sendo estes organizados em linha ou em "V", de diferentes capacidades.

### Princípios de funcionamento
Atualmente, grande parte dos motores de combustão interna utilizam o padrão de funcionamento "quatro tempos", também conhecido por "ciclos de Otto e Diesel", que se referem à forma de como ocorre a combustão dentro do cilindro do motor, funcionando em quatro fases, cujas essas são:

#### Admissão
Também conhecida como indução ou introdução, a admissão consiste na entrada da mistura de ar e combustível na câmara de combustão.
O sistema de injeção ou carburação coloca o combustível na mistura via bicos injetores, ao passo que a válvula de admissão se abre, permitindo a entrada de ar dosada pelo coletor, regulando a estequiometria de acordo com o regime de funcionamento da unidade, definido nos mapas de calibração.
Nesta fase, a válvula de admissão se encontra aberta; e a de escape, fechada. Os pistões se deslocam do ponto morto superior (PMS) para o ponto morto inferior (PMI), aspirando a mistura para dentro da câmara pelo movimento de descida, devido à pressão atmosférica.
Daí vêm o termo "aspirado" para os motores de admissão atmosférica. No caso dos motores sobrealimentados ou turbinados, a mistura é empurrada pela turbina para dentro da câmara, permitindo a admissão de um volume muito maior em um mesmo ciclo. Daí resultando no ganho de potência e torque formidáveis dos sistemas com admissão forçada. O mesmo processo ocorre com o compressor mecânico ou blower, cuja diferença do turbocompressor se mostra apenas mecânica.
Assim que toda a mistura de ar e combustível entra na câmara de combustão, as válvulas de admissão se fecham e a fase de compressão se inicia.

#### Compressão
Nesta fase, as válvulas de admissão se fecham e os pistões se encontram aproximadamente no ponto morto inferior (PMI); e passam a se mover para cima, em direção ao ponto morto superior (PMS), ocorrendo o processo de compressão da mistura.
A massa de ar e combustível dispersa no início da fase passa a ocupar um volume de oito a 20 vezes menor, se tornando muito concentrado na parte superior do cabeçote, gerando grande pressão. A razão entre o volume da câmara no PMI e no PMS se chama taxa de compressão.
Na compressão, ambas as válvulas se encontram fechadas. Um motor em boas condições de funcionamento oferece boa estanqueidade nesta fase e na de combustão, maximizando o desempenho.
Válvulas com má vedação permitem o vazamento de parte da mistura de ar e combustível; e reduzem a eficiência da combustão, causando perda de potência e torque.
Com a câmara de combustão fechada e com os pistões nas proximidades do PMS, a fase de combustão se inicia.

#### Combustão
Consiste na fase mais importante do ciclo. Aqui ocorre a queima do combustível e a geração da propulsão do motor, por meio da centelha das velas nos motores Otto (álcool e gasolina); e por combustão espontânea gerada pela compressão, típica do ciclo Diesel. Por isso, os motores Diesel não precisam de velas.
Com a força da combustão causada pela queima do fluido carburante, os pistões serão impulsionados de volta ao PMI com bastante força, produzindo potência e torque.
A combustão raramente ocorre no PMS, pois os engenheiros e técnicos responsáveis pela calibração dos motores sabem que a combustão precisa ser otimizada conforme o regime de funcionamento.
Assim, eles podem adiantar ou atrasar a queima. Na quase totalidade dos casos, a combustão é antecipada, com o intuito de aumentar a fase de combustão. Por isso, dá-se a este ajuste o nome de avanço de ignição.
A principal meta dos preparadores de motores costuma ser maximizar sua duração, assim como a de admissão. O método mais prático consiste em fazer mapas de calibração do sistema de injeção, visando a maximização dessas fases, aumentando o avanço de ignição e a quantidade de combustível injetado em cada ciclo. Esta preparação é conhecida como “chip de potência”.
Uma alternativa mais elaborada consiste na troca dos comandos de válvula originais por outros que maximizam as fases de admissão e combustão, também conhecidos como “comando bravo”. Ao passo que o turbo atua prioritariamente na admissão, o “chip de potência" e os comandos esportivos atuam na combustão.
Esses componentes têm como função a abertura e fechamento das válvulas; e seus cames possuem desenho modificado com este objetivo. O ponto negativo reside na irregularidade de funcionamento em regimes de rotação mais baixos. Além dos “comandões”.
Um nome alternativo para a fase de combustão é fase de ignição. De modo tecnicamente incorreto, alguns a chamam de fase de explosão. Em engenharia, combustão significa a queima de um combustível de maneira ordenada e controlada, ao passo que a explosão consiste na queima de um combustível de forma desordenada e descontrolada.
Naturalmente, um motor de combustão interna necessita que ocorra a combustão para funcionar corretamente. Explosões ocorrem nos motores dos nossos veículos o tempo todo, e possuem um nome técnico: detonação. Esse fenômeno é conhecido como “batida de pino”, aquele ruído estranho que ouvimos em propulsores abastecidos com combustível ruim ou operando na fase fria. Outro sintoma são aqueles estouros do escapamento, geralmente após a primeira partida do dia.
Então, concluímos que o motor deve gerar combustão e evitar a explosão, cujo resultado gera alto consumo de combustível e baixa performance.
Uma vez queimado o combustível, e com os pistões aproximadamente no PMI, inicia a fase de escape. Neste ciclo, ambas as válvulas permanecem fechadas.

#### Escape
A ultima fase do ciclo também é conhecida como exaustão. Ela se resume na expulsão dos gases de escape gerados pela queima de combustível para fora da câmara com a subida dos pistões, simultaneamente à abertura das válvulas de escape.
Aqui, não há muito o que detalhar. Uma vez que o pistão atinja o PMS com as válvulas de escape abertas, os gases de exaustão seguem para o coletor de escape; e seguem seu fluxo ao ambiente pelo tubo de escapamento.
A maior influência na fase do escape consiste na contrapressão do escapamento e na resistência que o catalisador gera para o fluxo de gases, enquanto cumpre a sua função de converter os poluentes mais nocivos em outros inócuos ao ser humano, como água ou dióxido de carbono.
Por sua vez, os silenciosos intermediário e traseiro reduzem o fluxo dos gases para cumprir sua função de reduzir o ruído externo e interno gerado pelo motor. Juntos, o catalisador e os silenciosos consistem no principal desafio para engenheiros e preparadores.
A fim de facilitar o escoamento dos resíduos, os engenheiros projetam peças que oferecem menor resistência à sua saída, com tubos maiores, menos curvas e restrições dos componentes redutores de ruído e emissões. Componentes com baixa resistência ao escoamento e que facilitam o fluxo dos gases resultam em ganhos de potência e torque consideráveis.
Por isso, uma das preparações mais populares são os escapamentos esportivos. Seu princípio básico visa eliminar toda e qualquer restrição ao fluxo de gases possível. Assim, não possuem silenciosos nem conversores catalíticos; e seus tubos costumam ser retos e de grande diâmetro.
Os modelos mais sofisticados fazem tratamento acústico do som emitido pelo escape, deixando-o mais encorpado e interessante. Um automóvel com ronco de carros esportivos e/ou de competição consiste em um dos maiores desejos de quem faz preparações, somado ao ganho de performance.
Ao final do ciclo do motor quatro tempos, a válvula de escape se fecha e os 720 graus de giro se completam. Imediatamente, o ciclo de admissão começa e as válvulas de admissão se abrem; e tudo começa novamente.
Máquinas inspiradas no ciclo de Otto são chamadas motores de ignição por centelha; e as inspiradas em ciclo Diesel são motores de ignição por compressão. Ambos os tipos podem ser construídos para operar em dois ou quatro tempos, o que significa que cada ciclo de funcionamento pode ocorrer em uma ou duas voltas do eixo de manivelas.

### Configurações

#### Motor a pistão

Funcionamento do motor radial.

- Motor em linha: tem pistões dispostos lado a lado, de trajetórias paralelas. Desde motores de motos aos maiores motores de propulsão naval fazem deste tipo o mais comum.
- Motor em V: se constitui de duas fileiras de pistões, dispostas em "V", ligadas a um eixo de manivelas. Motores deste tipo são conhecidos pelo som característico que emitem; e por equiparem automóveis esportivos.
- Motor boxer: utiliza duas fileiras de pistões horizontais e contrapostas; ficou popularmente conhecido por equipar o modelo Fusca da marca Volkswagen.
- Motor radial: possui uma configuração onde os pistões estão dispostos em torno de uma única manivela do cambota; foi muito utilizado para mover hélices de aviões.

#### Motor rotativo
- Motor Wankel: utiliza rotores de movimento rotativo em vez de pistões.
- Quasiturbine: também é um motor rotativo. É mais aperfeiçoado que o motor Wankel.

## Motor de combustão externa
O motor a vácuo opera com vácuo e pressão atmosférica gerados em lados opostos de um pistão, enquanto o motor Stirling funciona usando a diferença de temperatura dos gases.

## Motor a ar comprimido
Motor que obtém trabalho a partir da energia interna de um gás, ou seja, fazer o ar comprimido se expandir dentro do pistão, produzindo trabalho. Nesse fenomenal processo, o oxigênio é comprimido a uma pressão de 20 bar; e então ocorre a inserção na câmara de compressão de ar comprimido proveniente de cilindros, gerando uma reação que move o pistão. É livre de poluição e combustível barato. Outra opção seria usar nitrogênio líquido, o que seria capaz de gerar uma expansão muito maior. Este motor teria fins específicos.

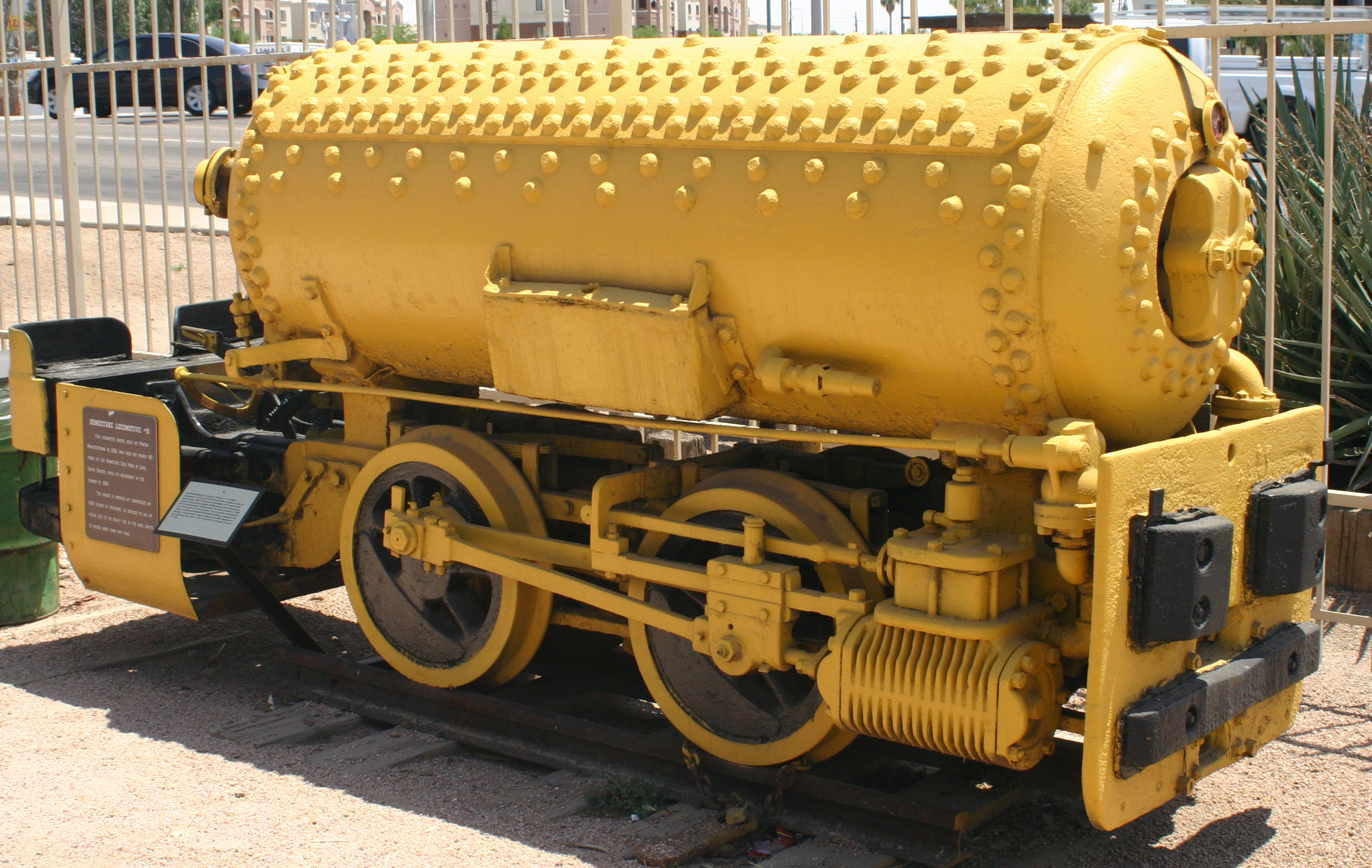
Locomotiva a ar comprimido construída pela H.K. Porter, Inc. (EUA, 1923)

Por meio século, as locomotivas movidas a ar foram sérios concorrentes na disputa pelo meio de transporte pelas suas vantagens óbvias: simplicidade, segurança, economia e limpeza. Motores movidos a ar foram usados rotineiramente e comercialmente, primeiramente como transporte público; e mais tarde, em minas. O termo “movido a ar” desapareceu dos livros de engenharia depois da década de 30 e da Segunda Guerra Mundial. Os motores a combustão interna haviam sido aperfeiçoados, a indústria do petróleo se firmou e o combustível era barato. O real interesse em motores movidos a ar voltou na década de 70 nos EUA, quando houve falhas energéticas. Dezenas de inventores patentearam designs para carros movidos a ar de forma híbrida, ciclo fechado, e autossustentável, assim como conversões para motores a combustão interna já existentes e projetos de carros a ar feitos para serem reabastecidos em estações de ar comprimido.
O pesquisador brasileiro Josoé Bonetti, com vários anos de experiência na área de motores ecologicamente corretos, desenvolveu um novo sistema de motor híbrido, mas desta vez ecológico ao extremo, utilizando combustíveis abundantes na natureza e não nocivos — "ar e água" — usando a base de um motor já existente de um micro-ônibus com 150 cv Cummins e pesquisas voltadas para o motor a ar comprimido e motores a hidrogênio. 
Josoé decidiu unir as duas tecnologias no projeto. Como o motor a ar comprimido vinha tendo perdas consideráveis de autonomia e potência, inseriu um reator de hidrogênio no próprio motor, que produz 20% do combustível com o hidrogênio extraído da água e não possui tanques de armazenamento — produz o que o motor necessita para funcionar, associando 80% de ar comprimido — tornando-o um motor eficiente e superando as perdas de torque que encontrou nos motores a ar, diferente de outros projetos que fazem uso de combustíveis fósseis. A tecnologia, que ainda está em desenvolvimento, consome 1,5 litros de água e 100 litros de ar comprimidos a 220 bars para percorrer 100 km, expelindo oxigênio e vapor de água apenas pelo escapamento. 

## Motor elétrico

Motor elétrico recíproco radial.

Paralelo ao motor à explosão, o grande avanço na indústria deve-se ao motor elétrico, que veio acelerar a mobilidade, pois tem forma de tração mais simples e eficaz, não necessitando de caixas de velocidades; é muito mais silencioso; tem índices de poluição quase zerados; e a produção de energia é simples e eficaz.

## Motor híbrido
O automóvel híbrido é aquele que utiliza mais de um motor. A configuração mais utilizada é um motor a combustão e outro elétrico, assim o consumo de combustível é menor. No caso do Toyota Prius, o motor a combustão é desligado quando o carro anda a uma velocidade baixa, porém constante; e quando a bateria tiver descarregado, é ligado o motor a combustão para recarregá-la.